# Kevin Haller
Kevin Wade Haller, född 5 december 1970, är en kanadensisk före detta professionell ishockeyspelare som tillbringade tretton säsonger i den nordamerikanska ishockeyligan National Hockey League (NHL), där han spelade för ishockeyorganisationerna Buffalo Sabres, Montreal Canadiens, Philadelphia Flyers, Hartford Whalers, Carolina Hurricanes, Mighty Ducks of Anaheim och New York Islanders. Han producerade 138 poäng (41 mål och 97 assists) samt drog på sig 907 utvisningsminuter på 642 grundspelsmatcher. Han spelade också på lägre nivåer för Rochester Americans i American Hockey League (AHL) och Regina Pats i Western Hockey League (WHL).
Haller draftades i första rundan i 1989 års draft av Buffalo Sabres som 14:e spelaren totalt.
Han vann Stanley Cup med Montreal Canadiens för säsong 1992-1993.

## Statistik
| 1987–1988  | Old Grizzlys            | AJHL       | 51  | 13 | 31 | 44  | 58  | —  | — | —  | —  | —  |
|            | Regina Pats             | WHL        | 5   | 0  | 1  | 1   | 2   | 4  | 1 | 1  | 2  | 2  |
| 1988–1989  | Regina Pats             | WHL        | 72  | 10 | 31 | 99  | —   | —  | — | —  | —  |    |
| 1989–1990  | Buffalo Sabres          | NHL        | 2   | 0  | 0  | 0   | 0   | —  | — | —  | —  | —  |
|            | Regina Pats             | WHL        | 58  | 16 | 37 | 53  | 93  | 11 | 2 | 9  | 11 | 16 |
| 1990–1991  | Buffalo Sabres          | NHL        | 21  | 1  | 8  | 9   | 20  | 6  | 1 | 4  | 5  | 10 |
|            | Rochester Americans     | AHL        | 52  | 2  | 8  | 10  | 53  | 10 | 2 | 1  | 3  | 6  |
| 1991–1992  | Buffalo Sabres          | NHL        | 58  | 6  | 15 | 21  | 75  | —  | — | —  | —  | —  |
|            | Rochester Americans     | AHL        | 4   | 0  | 0  | 0   | 18  | —  | — | —  | —  | —  |
|            | Montreal Canadiens      | NHL        | 8   | 2  | 2  | 4   | 17  | 9  | 0 | 0  | 0  | 6  |
| 1992–1993  | Montreal Canadiens      | NHL        | 73  | 11 | 14 | 25  | 117 | 17 | 1 | 6  | 7  | 16 |
| 1993–1994  | Montreal Canadiens      | NHL        | 68  | 4  | 9  | 13  | 118 | 7  | 1 | 1  | 2  | 19 |
| 1994–1995  | Philadelphia Flyers     | NHL        | 36  | 2  | 8  | 10  | 48  | 15 | 4 | 4  | 8  | 10 |
| 1995–1996  | Philadelphia Flyers     | NHL        | 69  | 5  | 9  | 14  | 92  | 6  | 0 | 1  | 1  | 8  |
| 1996–1997  | Philadelphia Flyers     | NHL        | 27  | 0  | 5  | 5   | 37  | —  | — | —  | —  | —  |
|            | Hartford Whalers        | NHL        | 35  | 2  | 6  | 8   | 48  | —  | — | —  | —  | —  |
| 1997–1998  | Carolina Hurricanes     | NHL        | 65  | 3  | 5  | 8   | 94  | —  | — | —  | —  | —  |
| 1998–1999  | Mighty Ducks of Anaheim | NHL        | 82  | 1  | 6  | 7   | 122 | 4  | 0 | 0  | 0  | 2  |
| 1999–2000  | Mighty Ducks of Anaheim | NHL        | 67  | 3  | 5  | 8   | 61  | —  | — | —  | —  | —  |
| 2000–2001  | New York Islanders      | NHL        | 30  | 1  | 5  | 6   | 56  | —  | — | —  | —  | —  |
| 2001–2002  | New York Islanders      | NHL        | 1   | 0  | 0  | 0   | 2   | —  | — | —  | —  | —  |
| NHL totalt | NHL totalt              | NHL totalt | 642 | 41 | 97 | 138 | 907 | 64 | 7 | 16 | 23 | 71 |
| AHL totalt | AHL totalt              | AHL totalt | 56  | 2  | 8  | 10  | 71  | 10 | 2 | 1  | 3  | 6  |
| WHL totalt | WHL totalt              | WHL totalt | 135 | 26 | 69 | 95  | 194 | 15 | 3 | 10 | 13 | 18 |